# Lispocephala bimaculata
Lispocephala bimaculata är en tvåvingeart som först beskrevs av Stein 1920.  Lispocephala bimaculata ingår i släktet Lispocephala och familjen husflugor. Inga underarter finns listade i Catalogue of Life.